# Cúp bóng đá châu Á 1960
Cúp bóng đá châu Á 1960 là giải đấu lần thứ hai của Cúp bóng đá châu Á. Vòng chung kết được diễn ra tại Hàn Quốc từ ngày 14 đến ngày 23 tháng 10 năm 1960. Hàn Quốc lần thứ 2 vô địch giải đấu và là đội đầu tiên bảo vệ thành công ngôi vô địch Asian Cup.

## Địa điểm
| Seoul | Seoul                 |
| ----- | --------------------- |
| Seoul | Sân vận động Hyochang |
| Seoul | Sức chứa: 15.194      |
| Seoul |                       |

## Vòng loại

### Các đội tham gia vòng chung kết
- Hàn Quốc (Chủ nhà)
- Israel (Nhất khu vực phía Tây)
- Việt Nam Cộng hòa (Nhất khu vực trung tâm)
- Trung Hoa Dân Quốc (Nhất khu vực phía đông)

## Kết quả
Tất cả đều tính theo giờ chuẩn Hàn Quốc (UTC+9)
| Đội               | Số trận | Thắng | Hòa | Thua | Bàn thắng | Bàn thua | Hiệu số | Điểm |
| ----------------- | ------- | ----- | --- | ---- | --------- | -------- | ------- | ---- |
| Hàn Quốc          | 3       | 3     | 0   | 0    | 9         | 1        | +8      | 6    |
| Israel            | 3       | 2     | 0   | 1    | 6         | 4        | +2      | 4    |
| Đài Loan          | 3       | 1     | 0   | 2    | 2         | 2        | 0       | 2    |
| Việt Nam Cộng hòa | 3       | 0     | 0   | 3    | 2         | 12       | −10     | 0    |

| Hàn Quốc                                                                          | 5–1 | Việt Nam Cộng hòa |
| --------------------------------------------------------------------------------- | --- | ----------------- |
| Cho Yoon-Ok 15', 71' · Woo Sang-Kwon 27' · Choi Chung-Min 47' · Moon Jung-Sik 56' |     | Nguyễn Văn Tu 70' |

| Hàn Quốc                                 | 3–0 | Israel |
| ---------------------------------------- | --- | ------ |
| Cho Yoon-Ok 17', 60' · Woo Sang-Kwon 30' |     |        |

| Đài Loan | 2–0 | Việt Nam Cộng hòa |
| -------- | --- | ----------------- |
|          |     |                   |

| Việt Nam Cộng hòa          | 1–5 | Israel                                                                  |
| -------------------------- | --- | ----------------------------------------------------------------------- |
| Trần Văn Nhung 68' (ph.đ.) |     | R. Levi 13' · Stelmach 18' · S. Levi 25' · Menchel 32' · Aharoniski 70' |

| Hàn Quốc          | 1–0 | Đài Loan |
| ----------------- | --- | -------- |
| Moon Jung-Sik 54' |     |          |

| Israel      | 1–0 | Đài Loan |
| ----------- | --- | -------- |
| S. Levi 72' |     |          |

## Cầu thủ ghi bàn
4 bàn
- Cho Yoon-Ok

2 bàn
- Shlomo Levi
- Moon Jung-Sik
- Woo Sang-Kwon

1 bàn
- Amnon Aharoniski
- Rafi Levi
- Avraham Menchel
- Nahum Stelmach
- Luk Man Wai
- Yiu Cheuk Yin
- Choi Chung-Min
- Nguyễn Văn Tú
- Trần Văn Nhung